# René Redzepi
René Redzepi (Koppenhága, 1977. december 16.) a koppenhágai Noma étterem séfje és társtulajdonosa. Két Michelin-csillagos éttermét, melyet 2004-es megnyitása óta vezet, a brit Restaurant Magazine szakértőinek szavazása alapján 2010-ben és 2011-ben a világ legjobb éttermének választották.

## Pályafutása
Az apai ágon albán származású dán Redzepi korábban a Pourcel fivérek montpellieri éttermében, Thomas Keller keze alatt a kaliforniai French Laundryban, illetve a Ferran Adrià vezette spanyolországi El Bulliban dolgozott. 2003-ban Mads Redslunddal, az új skandináv konyha másik vezéralakjával bejárta egész Skandináviát, hogy megismerjék a hagyományos alapanyagokat, illetve főzési és tartósítási eljárásokat.